# Machilus miaoshanensis
Machilus miaoshanensis är en lagerväxtart som beskrevs av F.N. Wei & C.Q. Lin. Machilus miaoshanensis ingår i släktet Machilus och familjen lagerväxter. Inga underarter finns listade i Catalogue of Life.